# A46 road
Die A46 road (englisch für Straße A46) ist als eine rund 359 km lange, großteils als Primary route ausgewiesene Straße, die bei Bath von der A4 road nach Norden abzweigt und über Cheltenham, Coventry und Leicester bis nach Cleethorpes bei Grimsby an der Nordsee führt. Die Streckenführung aus dem Jahr 1922 wurde infolge von Neubauten und Ortsumgehungen seit den 1970er Jahren mehrfach geändert und weist seither Lücken auf.

## Verlauf

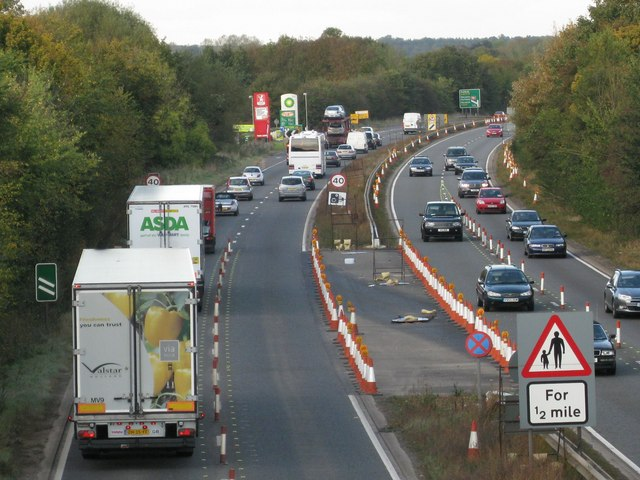
Die A46 bei Warwick (Aufnahme 2009)

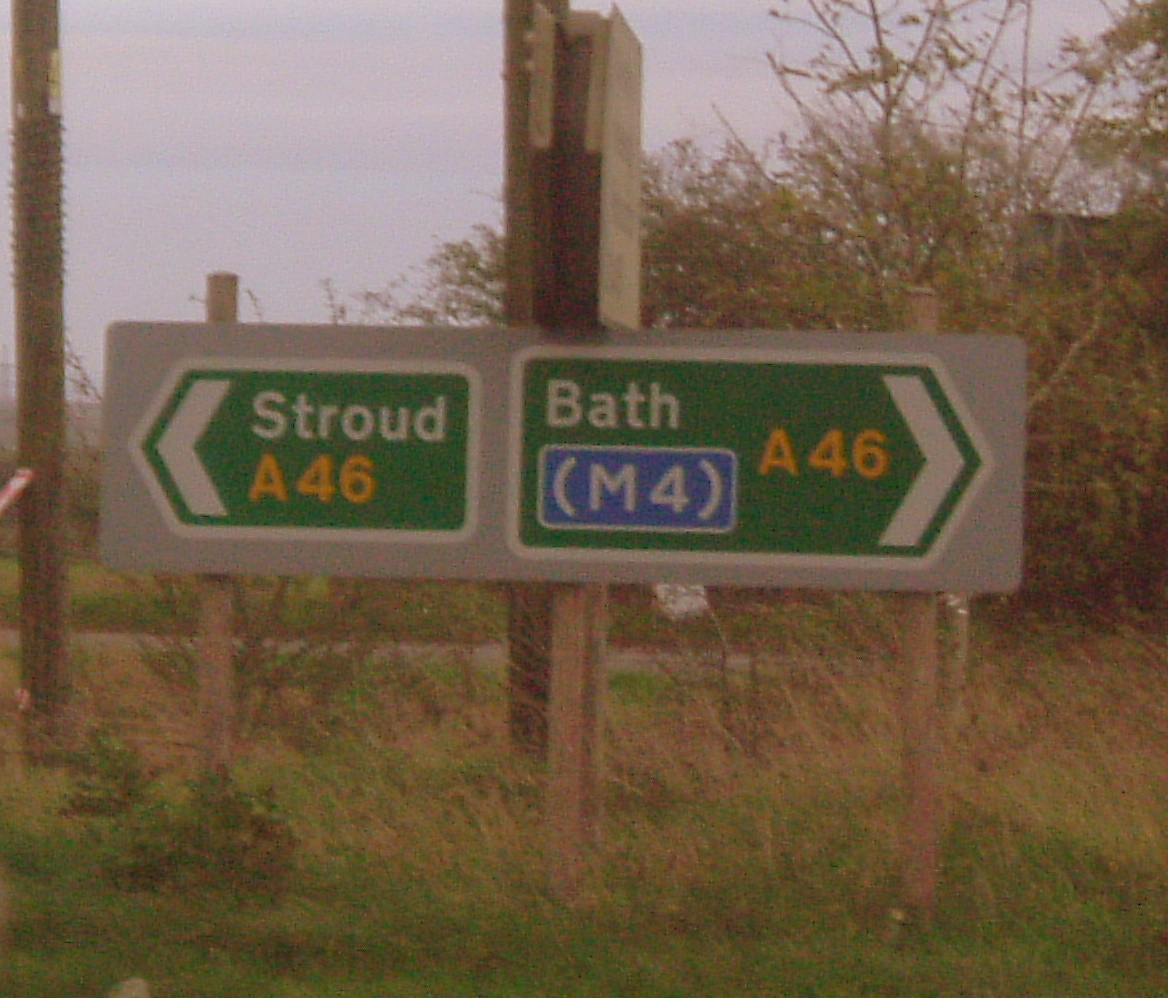
Beschilderung in Gloucestershire

In Bath zweigt die Straße nach Norden von der A4 road ab, kreuzt die A420 road und bei deren Anschluss junction 18 den M4 motorway. In Hawkesbury Upton geht die Primary route, die die Straße bisher bildete, auf die A433 road nach Cirencester über, während die in nördlicher Richtung nach Stroud führende A46 zur einfachen Landstraße wird, die in Stroud die A419 road kreuzt. Die Straße führt durch die Cotswolds weiter nach Norden, kreuzt bei Brockworth die A417 road und endet vorerst in Cheltenham, wo sie auf die A40 road trifft. Die direkte Fortsetzung nach Norden ist als A435 road klassifiziert, die südlich von Beckford wieder auf die A46 trifft. Diese zweigt selbst bei dem Anschluss junction 9 vom M5 motorway ab und zieht als Primary route zunächst nach Nordwesten, umgeht Evesham am Avon auf einem bypass und kreuzt dabei die A44 road. Weiter führt sie als dual carriageway über Alcester, wo sie bei der Einmündung der A422 road und der nach Norden Richtung Birmingham weiterführenden A435 road rechtwinklig nach Osten Richtung Stratford-on-Avon abknickt, die Stadt aber über einen weiteren bypass nordwestlich umgeht und bei dem Anschluss 15 den M40 motorway kreuzt und dabei die A429 road aufnimmt. Anschließend werden Warwick im Westen und Kenilworth umgangen. Die Straße wird sechsstreifig und erreicht den Coventry bypass, der ein Stück weit gemeinsam mit der A45 road zum Anschluss junction 2 des M6 motorway führt. Hier geht die A46 in den M69 motorway über, die bei deren Anschluss junction 21 auf den M1 motorway bei Leicester trifft. Bei dessen junction 21A beginnt der eigenständige Verlauf der A46 als dual carriageway wieder; Leicester wird nordwestlich umgangen, dabei werden die A50 road und die A6 road gekreuzt. Nach kurzem Verlauf gemeinsam mit der A607 road setzt sich die A46 nach Norden fort. Dabei kreuzt sie die von Nottingham kommende, nach Stamford führende und dort auf die A1 road treffende A606 road und in Bingham die A52 road. Die A46 führt weiter nach Newark-on-Trent und trifft dort auf die A617 road sowie auf die Stadt im Osten passierende A1 road und die A17 road. Sie verläuft dann nach Nordosten Richtung der Kathedralstadt Lincoln, die ein bypass im Norden umgeht, der die A15 road kreuzt, und zweigt Richtung Market Rasen ab. Von dort führt sie nach Norden nach Calstor und weiter nach Ostnordnosten, wobei sie die A18 road kreuzt, zur A16 road südlich von Grimsby, an der sie ihren Charakter als Primary route verliert, und noch ein kurzes Stück weiter bis Cleethorpes am Humberästuar.